# امنتوپکسی
امنتوپکسی یا تثبیت چادرینه (به انگلیسی: Omentopexy) نوعی عمل جراحی جهت تثبیت چادرینه بزرگ می‌باشد. در این جراحی از بخیه به دیواره شکم جهت بهبود گردش خون در ورید اجوف تحتانی و از بخیه به ارگان‌های نزدیک جهت بهبود وضعیت گردش خون شریانی بهره برده می‌شود.